# سامي عبد الغني
سامي عبد الغني لاعب كرة قدم سعودي . احصائيات الدوري السعودي 
لعب سابقاً لأندية الرياض والوحدة و الاتحاد والفيحاء و العروبة وهجر و الجيل .

## روابط خارجية
- سامي عبد الغني على موقع قاعدة بيانات كرة القدم.إي يو (الإنجليزية)
- سامي عبد الغني على موقع Soccerway.com (الإنجليزية)